# WWO (Hip-Hop-Gruppe)
WWO (u. a. Abkürzung von W witrynach odbicia = "Das im Schaufenster Gespiegelte") ist eine polnische Hip-Hop-Gruppe aus Warschau.

## Bandgeschichte
Die Entstehungsgeschichte begann im Jahre 1996, als die zwei Rapper Jędker und Sokół (* 11. März 1977 in Warschau, Polen, bürgerlich Wojciech Sosnowski) ihre ersten aufgenommenen Sachen unters Volk brachten. Die Songs wurden auf Kassetten überspielt und dann an Freunde verteilt, so dass innerhalb kürzester Zeit die Tracks in ihrer Umgebung schnell bekannt waren. Als Koro und Fu noch dazustießen, fing es erst richtig mit der Formation ZIP Sklad an. Als Vorgruppe von Run DMC wurden sie 1997/98 bei einem breiteren Publikum bekannt.
Die ersten offiziell veröffentlichten Platten, auf denen ZIP Skład zu hören war (zeitweise mit einer Besetzung von zehn MCs), waren die Producer Kolabo Alben vom inoffiziellen "godfather of polish hip hop" DJ 600 Volt. Er war es auch, der ihr erstes Album (1999) "Chleb powszedni" zum größten Teil produzierte.
Im Jahr 2000 wurde WWO gegründet und war ein Projekt von ZIP Skład. Nach der Veröffentlichung ihres ersten WWO-Albums kam es zum Streit mit ihrem Label BMG Polen, so dass sie ihren Namen ändern mussten. "W Witrynach odbicia" hieß von da an "W Wyjątkowych Okolicznościach". Die "neue" Crew trennte sich im Streit von ihrem Label und nahm die organisatorischen Sachen selbst in die Hand. Sie gründeten das Label Prosto.

## Diskografie

### Alben
- 2000: Masz i pomyśl (dt.: Hier hast du’s und denk nach)
- 2002: We własnej osobie (dt.: In eigener Person)
- 2005: Życie na kredycie (dt.: Leben auf Kredit)
- 2005: Witam was w rzeczywistości (dt.: Grüße euch in der Wirklichkeit)

### Singles
- 2000: Obejrzyj sobie wiadomości
- 2001: Jeszcze będzie czas
- 2002: Moda
- 2002: Damy radę
- 2003: Nie bój się zmiany na lepsze (Vinyl)
- 2004: U Ciebie w mieście – WWO + Vienio Pele + Fenomen (Maxisingle)
- 2006: Mogę wszystko

## Sonstiges
Der deutsche Fußballnationalspieler Lukas Podolski bezeichnete in einem Interview mit der Sportzeitung "Piłka Nożna" WWO als eine seiner Lieblingsgruppen.